# Mytilus galloprovincialis
Il mitilo mediterraneo (Mytilus galloprovincialis Lamarck, 1819), Regolamento (CE) N. 1638/2001 e Regolamento (CE) N. 216/2009), è un mollusco bivalve ed equivalve. I mitili vengono chiamati comunemente cozze, muscoli, peoci, pedoli, móscioli, a seconda della zona geografica.

## Morfologia
È un mollusco lamellibranco, dotato cioè di branchie a lamelle che assorbono l'ossigeno per la respirazione e che trattengono contemporaneamente il cibo per l'alimentazione, costituita soprattutto da plancton e particellato organico in sospensione
La valva, composta principalmente da carbonato di calcio, si presenta esternamente di colore nero o nero-viola, con sottili cerchi d'accrescimento radiali e concentrici verso la parte appuntita; internamente si presenta invece di colore madreperla, ma con una superficie liscia. Le due valve sono tenute insieme da una cerniera con tre o quattro dentelli.
La forma è grossolanamente a goccia, con il margine valvare arrotondato da un lato e appuntito e leggermente incurvato dall'altro.
Una volta aperto, il mollusco mostra il mantello che contiene tutti gli organi interni, tra cui quelli riproduttivi.
La distinzione tra i due sessi è possibile grazie all'osservazione del colore del mantello stesso, il quale, una volta raggiunta la piena maturità sessuale, si presenta di colore giallo crema nei maschi e di colore rosso arancio nelle femmine.
L'animale si lega al supporto attraverso il bisso, costituito da fibre composte da L-3,4-diidrossifenilalanina (DOPA), sostanza studiata per la sua straordinaria resistenza alla trazione: per la parte prossimale della fibra la resistenza è di 35 megapascal e per la parte distale di 75 megapascal. La parte prossimale del bisso può essere allungata fino a tre volte la sua lunghezza e quindi ha una relativamente elevata estensibilità, che viene superata solo dalla seta di ragno, tra le fibre naturali di origine animale. La parte distale, più resistente allo strappo, può essere allungata fino al doppio della sua lunghezza. Rispetto ai capelli, i fili di bisso hanno una superficie della fibra liscia e senza squame; la sezione trasversale ellittica permette di distinguerla dalle fibre della seta. Il diametro delle fibre di bisso è compreso tra 10 e 45 micrometri, il che significa che sono tra le fibre animali naturali più fini.

## Distribuzione
La distribuzione naturale del mitilo mediterraneo comprende tutte le zone ove vi siano scogli, emersi o sommersi, in tutto il Mediterraneo, il Mar Nero e la fascia costiera dell'Atlantico orientale, dal Marocco alle Isole Britanniche.
Il mitilo si è naturalizzato in diverse regioni del mondo: in Giappone, California, Sudafrica, Australia meridionale e Nuova Zelanda. In queste località il mitilo mediterraneo compete con la fauna locale ed è perciò considerata specie invasiva, dannosa per gli ecosistemi. Per questo motivo esso compare nella lista delle cento specie invasive più dannose.

## Utilizzo per l'alimentazione
I mitili sono frutti di mare molto apprezzati. Per questo motivo essi sono allevati in vivai distribuiti in tutto il Mediterraneo e in alcune zone, particolarmente vocate, si pratica la pesca dei mitili selvatici.
Nella parte edibile del mitilo si ha una media di circa 80 calorie ogni 100 g fornite per il 65% circa da proteine. I mitili sono caratterizzati dalla presenza di sostanze importanti dal punto di vista nutrizionale: il ferro ammonta a 5,8 mg ogni 100 g di parte edibile e nel modesto contenuto di grassi è alta la percentuale di acidi grassi polinsaturi, tra cui l'acido eicosapentaenoico e l'acido docosaesaenoico, come anche è rilevante la presenza di pochi acidi grassi saturi, rispetto ad altri cibi di origine animale. Altrettanto importante è la presenza nei mitili di sostanze antiossidanti, come il selenio e la vitamina E.
Molte sono le ricette gastronomiche che vedono i mitili come protagonisti; se ne segnalano alcune: 
- come componente di spiedini;
- fritti in pastella;
- come componente di sughi per condire la pasta, da soli o con altri frutti di mare, in ricette come la pasta allo scoglio;
- cucinati assieme alla pasta, come in pasta, fagioli e cozze;
- cucinati assieme al riso, come in riso, patate e cozze o nel risotto alla pescatora;
- gratinati al forno con pan grattato, prezzemolo, aglio ed olio di oliva;
- in pentola o padella insieme ai loro gusci con solo pepe e cotti con il coperchio (dopo opportuna pulizia dei gusci dalle concrezioni biologiche e l'eliminazione del bisso, ossia dei filamenti che li tengono ancorati agli scogli). Nel napoletano questa preparazione si chiama "impepata di cozze", mentre se vi si aggiungono l'aglio e l'olio si chiama "sauté di cozze".

### Cautele
Il mitilo mediterraneo è edule, ma il suo consumo richiede molte precauzioni poiché esso, se cresciuto in zone marine prossime a scarichi urbani o in zone ove le correnti marine trascinano elementi provenienti da acque reflue, può essere facilmente ricettacolo di batteri e/o virus molto pericolosi. Infatti i mitili, come d'altro canto tutti i lamellibranchi, filtrano attraverso le loro branchie una gran quantità di acqua trattenendone particelle e microorganismi in essa sospesi..
Per i motivi suddetti è sconsigliabile l'uso comune di mangiarli crudi, conditi con succo di limone. In alcune zone del meridione d'Italia questo modo di cibarsene è considerato, erroneamente, apportatore di effetti afrodisiaci. La credenza poi, che succo di limone spruzzato sul mollusco uccida i batteri è assolutamente infondata, dato che per eliminare tutti i batteri il succo di limone impiegherebbe diverse ore, o addirittura giorni.
Le patologie più comuni che possono insorgere a seguito di ingestione di mitili crudi cresciuti in acque non perfettamente sane sono: tifo, paratifo, colera, Norovirus ed epatite virale. Le tossine algali DSP e PSP rispettivamente causa di sindromi gastroenteriche e neurologiche di cui i mitili sono accumulatori qualora presenti nell'acqua, sono termoresistenti.
In ogni caso nella cottura i mitili devono necessariamente aprirsi in modo tale da far fluire il calore al centro del mollusco uccidendo tutti i batteri, il che richiede idoneo tempo.

## Denominazioni e tradizioni nelle regioni italiane
Cozze:
- Nell'Italia meridionale il mitilo è conosciuto con il nome di "cozza"[18], termine derivante dal latino cochleam, ossia "chiocciola" e quindi "guscio". Il termine meridionale "cozza" è compreso in tutta Italia e negli ultimi decenni viene spesso usato anche nel resto d'Italia, a livello però esclusivamente commerciale. In ambito non commerciale, continuano invece a prevalere i nomi locali[19].

Muscoli:
- In Liguria e nelle province toscane di Massa-Carrara, di Lucca e di Pisa, il termine locale per indicare i mitili è muscoli. A La Spezia la tradizione dei coltivatori di mitili (detti, muscolai) risale alla fine del 1800. Da notare che i muscoli di Spezia sono citati da Fabrizio De André nell'album Creuza de mä all'inizio della canzone Jamin-a.[20][21]
- Il termine "muscolo" deriva dal latino musculus, dal quale hanno avuto origine anche i corrispondenti termini di numerose lingue europee. Alcuni esempi sono: il tedesco Muscheln, l'inglese mussels, il francese moules, il portoghese mexilhão, il catalano musclos, l'olandese mosselen, il danese muslinger, lo svedese musslor.[22]

Móscioli

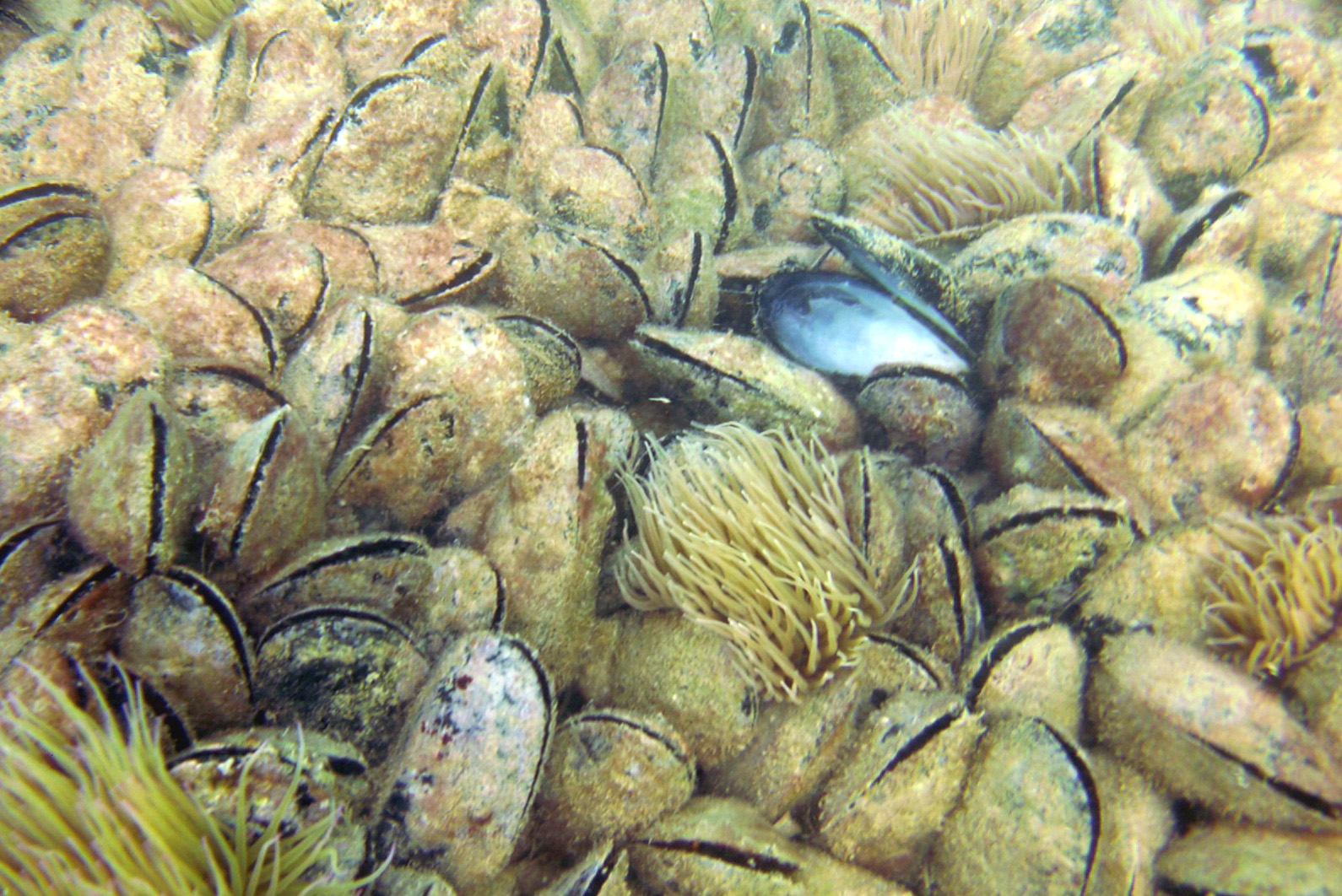
Mitili e anemoni sul fondale di Portonovo (Ancona).

- Ad Ancona, alle pendici del promontorio del Conero, l'allevamento dei mitili è presente, ma è poco diffuso, perché si pratica ampiamente la raccolta di quelli selvatici, molto abbondanti sugli scogli. Il nome locale dei mitili è móscioli; essi sono uno dei simboli identitari della città[23] e di tutta la Riviera del Conero. La pesca di mitili selvatici è un'attività molto rara, non solo in Italia, ma in tutto il mondo[24].

I mitili della zona di Ancona sono considerati molto importanti dal punto di vista ecologico: la loro azione di filtraggio dell'acqua e dei batteri in essa contenuti, contribuisce alla trasparenza e alla salubrità dell'ambiente marino.
Il mósciolo selvatico di Portonovo è un Presidio Slow Food e "presidio di bio-sociodiversità" del Comune e della Provincia di Ancona. Il mòsciolo cresce tra la spiaggia del Passetto di Ancona e la spiaggia dei Sassi Neri di Sirolo; il guscio è caratterizzato da uno spesso strato di concrezioni ed è tradizione degli anconetani raccoglierlo sugli scogli "facendo i fiati", ovvero in apnea. La pesca professionale viene però condotta da pescatori subacquei. Il sapore del mósciolo è più intenso di quello dei mitili d'allevamento.
Gli usi culinari della zona prevedono varie ricette con i móscioli, ma soprattutto essi vengono gratinati o preparati alla marinara, ossia conditi con olio di oliva, limone, prezzemolo e pepe macinato fresco; I mòscioli sono molto frequentemente utilizzati per la preparazione di sughi per la pasta; se utilizzati da soli si hanno così le tipiche paste "con i móscioli", bianche o con il pomodoro; se invece i móscioli sono associati ad altri frutti di mare si ha la pasta "alla marinara" (in bianco) o "alla pescatora" (con il pomodoro).
Peoci e Pedoli
- In Veneto il mitilo viene chiamato peocio o pedocio[28], generando omonimia con il termine dialettale per pidocchio e anche con l'aggettivo gergale, presente anche nella variante peocìn, per definire una persona spilorcia, equivalente dell'italiano "pidocchioso". In lingua friulana si usa un termine corrispondente a quello veneto: "pedoli" (pidocchi)[5].

## Mitilicoltura

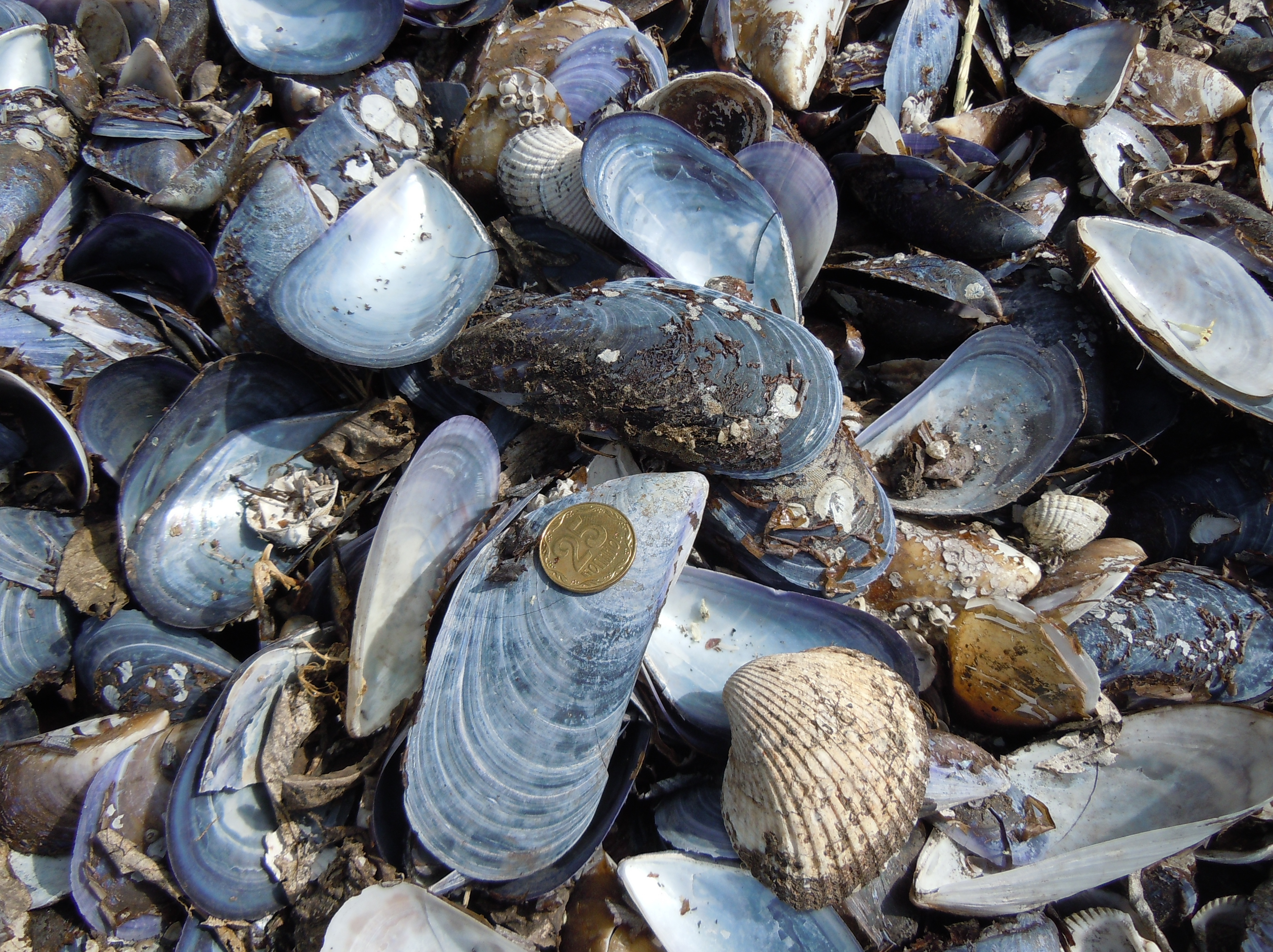
Mitili spiaggiati

La mitilicoltura è un tipo particolare di acquacoltura; quella italiana, nonostante l'incremento della produzione degli ultimi decenni, non riesce a coprire il fabbisogno nazionale di mitili: nel 2006 l’importazione di questi molluschi in Italia è stata di circa 25700 tonnellate, di cui più della metà è costituita dai mitili della Galizia (Spagna).
In Italia si utilizzano tre diversi sistemi di allevamento:
- il sistema fisso è il più antico ed è tipico delle aree lagunari o comunque molto riparate, non potendo resistere a condizioni di mare agitato;
- il sistema "a monoventia", in cui le reste o corde su cui crescono i mitili sono appese a un unico cavo portante, è stato introdotto a partire dagli anni novanta del Novecento e in breve tempo è diventato quello prevalente. È utilizzato in mare aperto in quanto ha un'alta resistenza, anche nei confronti di burrasche violente.
- il sistema a "pluriventie", ossia con più cavi portanti, si è diffuso nei primi anni ottanta del Novecento, e viene utilizzato soprattutto nel Golfo di Trieste; è adatto a zone parzialmente riparate dalle condizioni meteomarine avverse.

Gli addetti alla mitilicoltura in Italia sono circa 1 400.
Le zone in cui la mitilicoltura è di più antica tradizione sono il golfo di Taranto (cozza tarantina), il golfo della Spezia, la Laguna Veneta, il litorale Flegreo. Furono i pescatori tarantini che emigrarono nel 1800 ad esportare a La Spezia il modo di allevare i mitili.
Zone di mitilicoltura più recenti sono il litorale Triestino (Friuli-Venezia Giulia), il golfo di Olbia (Sardegna), l'Emilia-Romagna, che è oggi il primo produttore nazionale con circa 20000 t all'anno, l’Abruzzo e il litorale adriatico della Puglia, specie nel territorio di Cagnano Varano, nel Gargano.
Nelle Marche la mitilicoltura è recente e di sviluppo limitato, in quanto in questa regione prevale la pesca subacquea in banchi di mitili selvatici, praticata nella zona di Ancona, Portonovo e in genere in tutto il Promontorio del Conero.

### Mitili della Galizia
I mitili della Galizia (Spagna), della specie Mytilus galloprovincialis, sono il primo prodotto marino ad aver ottenuto la denominazione di origine protetta dell'Unione Europea, il 1º gennaio 2007, con il nome di "Mexillón de Galicia".
I mitili galiziani sono allevati in acquacoltura da diverse generazioni. Gli allevamenti sono concentrati in cinque grandi estuari simili a fiordi: le Rías Baixas. La raccolta in queste acquacolture quasi naturali avviene senza alcuna compromissione significativa della fauna marina. La Galizia è oggi il più grande produttore di mitili d'allevamento in Europa e il secondo produttore al mondo, dopo la Cina. Con circa 250.000 tonnellate all'anno (a partire dal 2004), la produzione galiziana di mitili rappresenta il 95% di quella spagnola, il 45% di quella europea e il 21% della produzione mondiale.
L'ambiente delle Rías Baixas è particolarmente adatto all'allevamento dei mitili: in questa zona l'Atlantico ha un forte movimento di marea, un'acqua ricca di ossigeno e, per la sua vicinanza alla Corrente del Golfo, una grande ricchezza di fitoplancton, la principale fonte alimentare dei mitili.
La base dell'allevamento è la batea, una zattera in legno di eucalipto con una lunghezza laterale di 25 metri che può trasportare fino a 500 corde, su cui crescono i mitili, lunghe fino a 15 metri. Alla fine della fase di crescita, ogni corda ha da 200 a 220 kg di mitili.